# Ћа смо на овон свиту...
„Ћа смо на овон свиту...” је југословенска телевизијска серија снимљена 1973. године у продукцији ТВ Загреб.

## Епизоде
| Сезона | Епизода | Назив                     | Датум             |
| ------ | ------- | ------------------------- | ----------------- |
| 1      | 1       | Еванђелисти               | 7.октобра 1973.   |
| 1      | 2       | Све утопјено у змул вина  | 14.октобра 1973.  |
| 1      | 3       | Ол' смо за један дан...   | 21.октобра 1973.  |
| 1      | 4       | Исто је све црна земја    | 28.октобра 1973.  |
| 1      | 5       | Спровод једнега дитета... | 4.новембра 1973.  |
| 1      | 6       | Да није јубави...         | 11.новембра 1973. |
| 1      | 7       | Наш бидни товар           | 18.новембра 1973. |
| 1      | 8       | За поштено приживит...    | 25.новембра 1973. |

## Улоге
| Глумац               | Улога                             |
| -------------------- | --------------------------------- |
| Борис Дворник        | Марко Уводић (8 еп. 1973)         |
| Карло Булић          | Дује Понпадур (7 еп. 1973)        |
| Шпиро Губерина       | Спиро Белло (7 еп. 1973)          |
| Антун Налис          | Фране Цото (7 еп. 1973)           |
| Виктор Старчић       | Дон Михо (6 еп. 1973)             |
| Здравка Крстуловић   | Маре Оструја (6 еп. 1973)         |
| Анте Вицан           | Тома Бронзин (7 еп. 1973)         |
| Фабијан Шоваговић    | Тони (6 еп. 1973)                 |
| Миа Сасо             | Филомена Понпадурова (5 еп. 1973) |
| Асја Кисић           | Пасква (5 еп. 1973)               |
| Петар Јеласка        | Мате (5 еп. 1973)                 |
| Љубо Капор           | Марко (5 еп. 1973)                |
| Зорко Рајчић         | Лука (5 еп. 1973)                 |
| Васја Ковачић        | Иван (5 еп. 1973)                 |
| Иво Ерман            | Мате Касун (5 еп. 1973)           |
| Тања Кнежић          | Филе (4 еп. 1973)                 |
| Ета Бортолаци        | Маре Лајавица (3 еп. 1973)        |
| Наташа Маричић       | Марија (3 еп. 1973)               |
| Зринка Колак Фабијан | Марица Дујкова (3 еп. 1973)       |

 Остале улоге  ▼
| Глумац                 | Улога                                |
| ---------------------- | ------------------------------------ |
| Тана Маскарели         | Антица (3 еп. 1973)                  |
| Тонка Стетић           | Цакулона 2 (3 еп. 1973)              |
| Иво Марјановић         | Ловре / Шјор Никица (2 еп. 1973)     |
| Милован Алач           | Чувар гробисца (2 еп. 1973)          |
| Бранко Бонаци          | Пресиденте о'трибунала (2 еп. 1973)  |
| Анте Балин             | Диретур о'понпе фунебре (2 еп. 1973) |
| Терезија Дадић Лепетић | Ћакулона 1 (2 еп. 1973)              |
| Југослав Налис         | Марин (2 еп. 1973)                   |
| Богдан Буљан           | Вицко (2 еп. 1973)                   |
| Анте Главина           | Њункало (2 еп. 1973)                 |
| Јадранка Елезовић      | Дујка (2 еп. 1973)                   |
| Неда Ковачевић         | Ћакулона 3 (2 еп. 1973)              |
| Перо Јуричић           | Тонко (1 еп. 1973)                   |
| Хелена Буљан           | Мандица (1 еп. 1973)                 |
| Мирјана Пичуљан        | Марица (1 еп. 1973)                  |
| Смиљка Квесић          | Службеница Ане (1 еп. 1973)          |
| Ана Регио              | Шјора Доме (1 еп. 1973)              |
| Миа Оремовић           | Шјора Франка (1 еп. 1973)            |
| Милорад Крстуловић     | Марин Вујића (1 еп. 1973)            |
| Драга Прукмајер        | Службеница шјор Никице (1 еп. 1973)  |
| Мише Мартиновић        | Шјор Иве (1 еп. 1973)                |
| Берислав Муднић        | Бигул (1 еп. 1973)                   |
| Јосип Генда            | Паве Бошњак (1 еп. 1973)             |
| Тони Вичевић           | Симе Мицули (1 еп. 1973)             |
| Иво Сердар             | Питур (1 еп. 1973)                   |
| Илија Ивезић           | Редар (1 еп. 1973)                   |
| Вјенцеслав Капурал     | Ловре (1 еп. 1973)                   |
| Дамир Шимуновић        | Мали Влај (1 еп. 1973)               |
| Јелица Влајки          | Маре Ајдук (1 еп. 1973)              |
| Милка Подруг Кокотовић | Кате Аждаја (1 еп. 1973)             |
| Јошко Вискић           | Професор Сиришчевић (1 еп. 1973)     |
| Бранко Матић           | Мате (1 еп. 1973)                    |
| Ватрослав Тудор        | Пролазник (1 еп. 1973)               |
| Катја Цвитић           | Вице Тики-Таки (1 еп. 1973)          |
| Вероника Ковачић       | Фурешкиња (1 еп. 1973)               |
| Нева Беламарић         | Маре Пијандора (1 еп. 1973)          |
| Божо Ганза             | Пицаферај (1 еп. 1973)               |
| Зденко Јелчић          | Бартул (1 еп. 1973)                  |
| Бранка Лончар          | Кармела (1 еп. 1973)                 |
| Александар Цакић       | Посцер (1 еп. 1973)                  |
| Тјешивој Циноти        | Судац (1 еп. 1973)                   |
| Гордан Пичуљан         | Дујко (1 еп. 1973)                   |
| Рахела Друтер          | Жена Фране Чота (1 еп. 1973)         |
| Тони Крстуловић        | Шјор Перо (1 еп. 1973)               |
| Ђурђица Вулетић        | Сантоца (1 еп. 1973)                 |
| Мохамед Дали           | Црни Моро (1 еп. 1973)               |
| Златко Мадунић         | Дотур (1 еп. 1973)                   |
| Даница Цвитановић      | Удовица (1 еп. 1973)                 |
| Андро Марјановић       | Старац (1 еп. 1973)                  |
| Жељко Вичевић          | Факин (1 еп. 1973)                   |

Комплетна ТВ екипа  ▼
| Редитељ              | Данијел Марушић | (8 еп. 1973)         |
| Сценариста           | Данијел Марушић | (8 еп. 1973)         |
| Директор фотографије | Марио Перушина  | (8 еп. 1973)         |
| Костимограф          | Јасна Новак     | (8 еп. 1973)         |
| Одсек за шминку      | Халид Реџебашић | шминкер (8 еп. 1973) |